# هنري بي كولفيلد جونيور
هنري بي كولفيلد جونيور (بالإنجليزية: Henry P. Caulfield, Jr.)‏ هو عالم سياسة أمريكي، ولد في 25 نوفمبر 1915 في نيويورك في الولايات المتحدة، وتوفي في 11 يونيو 2002.